# Набіль Ель-Жар
Набі́ль Ель-Жар (араб. نبيل الزهر, нар. 27 серпня 1986, Алес) — французький та марокканський футболіст, нападник клубу «Лас-Пальмас».
Виступав, зокрема, за клуб «Ліверпуль», а також національну збірну Марокко.

## Клубна кар'єра
Народився 27 серпня 1986 року в місті Алес. Вихованець юнацьких команд футбольних клубів «Олімпік» (Алес), «Нім-Олімпік» та «Сент-Етьєн».
У дорослому футболі дебютував 2005 року виступами за команду клубу «Ліверпуль», в якій провів п'ять сезонів, взявши участь у 21 матчі чемпіонату. 
Згодом з 2010 по 2015 рік грав у складі команд клубів ПАОК та «Леванте».
До складу клубу «Лас-Пальмас» приєднався 2015 року. Відтоді встиг відіграти за клуб з міста Лас-Пальмас-де-Ґран-Канарія 6 матчів в національному чемпіонаті.

## Виступи за збірні
У 2005 році залучався до складу молодіжної збірної Франції. На молодіжному рівні зіграв у 8 офіційних матчах, забив 1 гол.
У 2008 році дебютував в офіційних матчах у складі національної збірної Марокко. Наразі провів у формі головної команди цієї африканської країни 24 матчі, забивши 3 голи.